# تتنوایس
تتنوایس (به آلمانی: Tettenweis) یک شهر در آلمان است که در بایرن واقع شده‌است.

## خصوصیات
تتنوایس ۲۸٫۶۹ کیلومترمربع مساحت دارد ۳۳۵ متر بالاتر از سطح دریا واقع شده‌است.